# 오토네 3세 델 몬페라토
오토네 3세 팔레올로고(이탈리아어: Ottone III Paleologo,?? - 1378년 12월16일) 또는 세콘도토 팔레올로고(Secondotto Paleologo)는 1372년부터 사망할때까지의 몬페라토 변경백이다. 그의 별칭인 세콘도토는 몬페라토를 통치하는 두 번째 오토라는 것에서 유래했을 것이다. 다른 추측으로는 그의 아버지가 수도처럼 대했던 아스티의 수호 성인 아스티의 세쿤도에서 유래했을 것이라는 것이다. 오토는 그의 아버지의 가까운 동맹인 브라운슈바이크그루벤하겐 공작 오토의 이름을 따 지었을 것이다.
그는 조반니 2세와 이사벨 데 마요르카 사이에서 1360년 쯤에 태어났다. 1361년 12월에 조반니 2세와 밀라노의 공동 통치자 갈레아초 2세 비스콘티 사이의 평화 조약이 이뤄졌을때, 그는 갈레아초의 네 살 딸인 마리아와 약혼을 했다. 아스티에서 갈레아초는 마리아의 신부 지참금으로서 궁전을 지어주었으며, 몬페라토도 그 지역을 계속 통치하게 내버려두었다. 이 평화는 마리아가 다음 해 5월에 사망하면서 오래가지 못하였다.
오토네는 12세 무렵에 작위를 이어받았으며, 그의 숙부인 브라운슈바이크그루벤하겐 공작 오토와 아메데오 6세 디 사보이아의 공동 섭정하에서 통치를 하였다. 그의 아버지의 의도는 25세 때까지 숙부의 지도하에 있어야 한다고 규정하였지만, 오토가 조반나 1세 디 나폴리와 혼인하게 위해 1376년에 나폴리로 떠났다.
힘없고 서투른 오토네는 통치의 무게감을 가져다 줄 수 없었고 그의 숙부의 부재에 대한 무게감을 어깨에 짊어졌다. 오토네는 게다가 갈레아초 2세의 딸이자 클러랜스 공작 앤트워프의 라이오넬의 미망인, 비올란테 비스콘티와 혼인하게 되었으며, 피에몬테와 아카이아의 비스콘티 가문을 상대로 하여금 동맹이 맺어졌다.
브라운슈바이크의 오토의 형제가 아스티를 공격하여 포위할때, 오토네는 거대한 군대를 지녔던 그의 장인에게 도움을 요청하여, 아스티를 탈환하고 밀라노의 세력권 안에 놓였다. 오토네는 그 시점에서 밀라노 동맹의 위험성을 깨달았지만, 그때는 이미 늦었을 때였다. 그는 군대를 모았고 밀라노 군대에 맞섰지만 패배하고 말았다. 아마도 두려움으로 인해서, 모르는 곳으로 퇴각하였을 것이다. 그는 이해할 수 없는 상황속에서 파르마 부근 란기라노에서 사망했다. 그는 아마도 싸움속에서 사망했거나(그는 성질이 나쁘고 폭력적인걸로 유명함) 비스콘티에서 보낸 암살로 사망했을 것이다. 그의 시신은 파르마로 가져와 묻쳤다.
그의 숙부가 이 소식을 듣자, 그는 계승 문제를 다루기 위해 몬페라토로 돌아왔을 뿐이였다. 그는 오토네의 동생 조반니에게 권좌를 물려주었다. 벤첼 폰 룩셈부르크가 신성 로마 황제 후보에 올랐음에도, 오토는 잔 갈레아초와 아스티 회복권에 대한 협상을 하였으나 성과는 없었다.